# ノコギリガール〜ひとりでトイレにいけるもん〜
「ノコギリガール〜ひとりでトイレにいけるもん〜」は2009年11月18日に発売された青木さやかのデビューシングル。

## 背景
当初は、テレビ朝日系のバラエティ番組『ロンドンハーツ』から生まれた狩野英孝扮する「50TA」が発売する予定であった。ドッキリで行った歌手デビュー企画（2009年2月3日放送）に予想以上の反響があり、レコード会社エイベックスからCDリリースの話を持ちかけられた。50TAはCDリリースに向けて、新曲6曲を制作し、その内の1つであるこの曲がCD化されることが決定した。CDリリースを記念して50TA復活ライブを千葉・幕張メッセで行い、その様子は11月3日放送回「秋の3時間SP」で放送された。このライブ終わりに、控え室で出来上がったCDを渡されるが、そこで初めて青木がデビューすることが伝えられた。
これはドッキリではなく、エイベックス担当者と50TAの影のプロデューサーといえる田村淳（ロンドンブーツ1号2号）の会話の不成立で起こったことである。エイベックス担当者は淳に「（CDをリリースするのは）青木さんとか可能ですか?」と持ちかけるが、これを淳が「青木さんとか狩野ですか?」と聞き間違え、「全然、狩野でしょ」と返答した。しかし、担当者はそれを「全然、可能でしょ」と受け取り、番組スタッフもこれに気づかないまま、青木のCDリリースが決定した。青木にもこの事実は後に伝えられ、狩野が作詞・作曲を担当していることを知ると驚いた様子を見せ、「恥ずかしい」と本音を漏らした。
作詞・作曲に使われている名義「桜田 神邪」（さくらだ しんや。正確には、苗字と名前の間に“山”をシンボライズしたマークが入る）は、淳からの提案であり、狩野の実家である櫻田山神社から来ている。タイトルの「ノコギリガール」は狩野の制作過程を見たスザンヌが、「ひとりでトイレにいけるもん」は同じくmisonoが考えたもので、それらを総合して淳の誘導により決定された。狩野が当初つけたタイトル「ゴーストファイター」が曲のイメージに合わないと指摘されたため改題された。
CDリリースに先駆けてミュゥモ、テレ朝サウンドでダウンロード販売が開始された。後に50TAが歌うアナザーヴァージョンも配信されたのに加え、50TAの1枚目のアルバム『50TA』で「セルフカバー」という形で収録されている。

## 批評
『CDジャーナル』は「アッパーなダンス・ビートに乗った、ママと子供向けの超ハッピー・ソングで、PVも含め、ナンセンスもここまで徹底するとスゴイの一言だ。」と批評した。

## ミュージックビデオ
監督は石井"taka"貴英が務めた。フルヴァージョンに先行してYouTubeに30秒ヴァージョンが掲載されると、2週間で18万回再生を記録した。その後、フルヴァージョンが掲載され、4日で50万回再生を記録した。GYAO!の11月15日・18日付けの総合映像デイリーランキング、16日付けの音楽映像ウィークリーランキングで1位を獲得した。

## ライブパフォーマンス
2009年11月22日、ラゾーナ川崎プラザで発売記念イベントが行われ、表題曲を披露した。イベントにはロンドンブーツ1号2号も出演した。ライブでは、12,000人が集まった。青木が1番目のサビが歌い終わった頃に50TAがサプライズで登場し、一緒に歌った。また、50TAが青木のCDデビューを祝う目的で、即興曲『ハッピーワンダフル』を披露した。この模様は同年12月1日放送回の『ロンドンハーツ』内で放送された。

## 収録曲
| 全作詞・作曲: 桜田神邪。 |                                                                        |          |            |        |      |
| #                        | タイトル                                                               | 作詞     | 作曲・編曲 | 編曲家 | 時間 |
| 1.                       | 「ノコギリガール〜ひとりでトイレにいけるもん〜」                       | 桜田神邪 | 桜田神邪   | 渡辺徹 | 4:04 |
| 2.                       | 「ノコギリガール〜ひとりでトイレにいけるもん〜」(オリジナル・カラオケ) | 桜田神邪 | 桜田神邪   | 渡辺徹 | 4:01 |

| #  | タイトル                                                     | 作詞 | 作曲・編曲 |
| -- | ------------------------------------------------------------ | ---- | ---------- |
| 3. | 「ノコギリガール〜ひとりでトイレにいけるもん〜」(MUSIC CLIP) |      |            |
| 4. | 「ノコギリガール〜ひとりでトイレにいけるもん〜」(OFF SHOT)   |      |            |

## チャート
2009年11月2日付けのミュウモ週間総合チャートで1位を獲得した。同年11月10日付けの日本レコード協会による着うたのダウンロード数を集計したRIAJ有料音楽配信チャートで初登場47位。2週目に100位圏外になった後、3週目（24日付け）で24位で再び100位内に入った。TBS系の音楽番組『COUNT DOWN TV』のTHIS WEEK'S 100（今週のトップ100）では11月28日放送回で初登場29位、2週目は98位でTOP100登場回数は2回だった。オリコンチャートでの発売初日のデイリーランキングでは43位。
| チャート（2009年）       | 最高 順位 |
| ------------------------ | --------- |
| オリコン週間チャート     | 35        |
| ミュウモ週間総合チャート | 1         |
| RIAJ有料音楽配信チャート | 24        |
| CDTV THIS WEEK'S 100     | 29        |